# Vysoká škola hudební a divadelní v Lipsku
Vysoká škola hudební a divadelní „Felixe Mendelssohna-Bartholdyho“ v Lipsku, německy Hochschule für Musik und Theater „Felix Mendelssohn Bartholdy“ Leipzig (zrkáceně HMT Leipzig) je státní vysoká škola v Lipsku.

## Dějiny

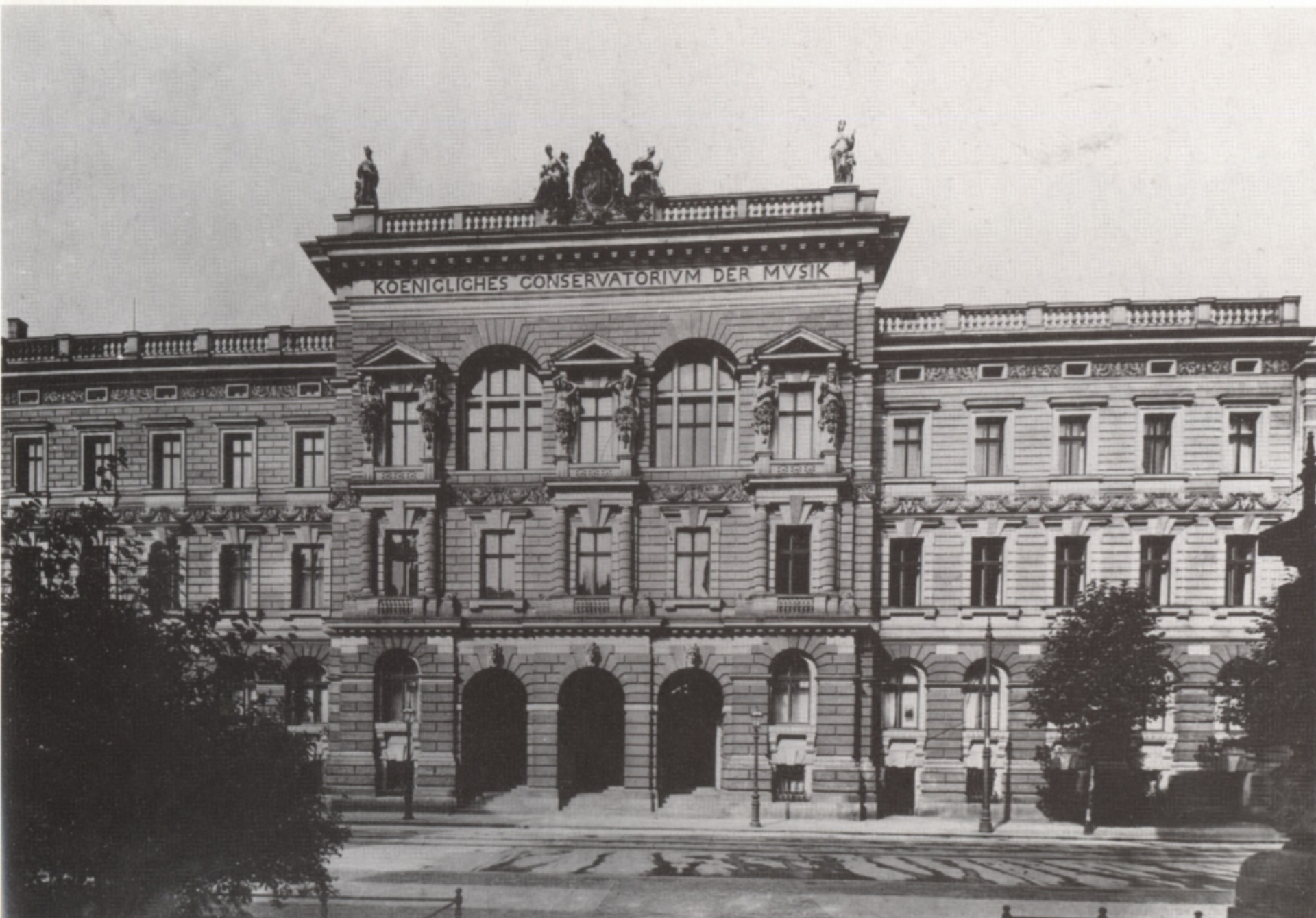
Historická fotografie školy Königliches Konservatorium Leipzig / Královská konservatoř Lipsko, kolem roku 1910

Škola byla založena roku 1843 skladatelem a klavíristou, kapelníkem Gewandhausu, Felixem Mendelssohnem-Bartholdy (1809–1847) jako Conservatorium der Musik (hudební konservatoř) a je tak nejstarší vysokou hudební školou v Německu. Škola se rychle zařadila mezi nejrenomovanější v Evropě.

## Osobnosti

### Rektoři
Rektory školy byli:

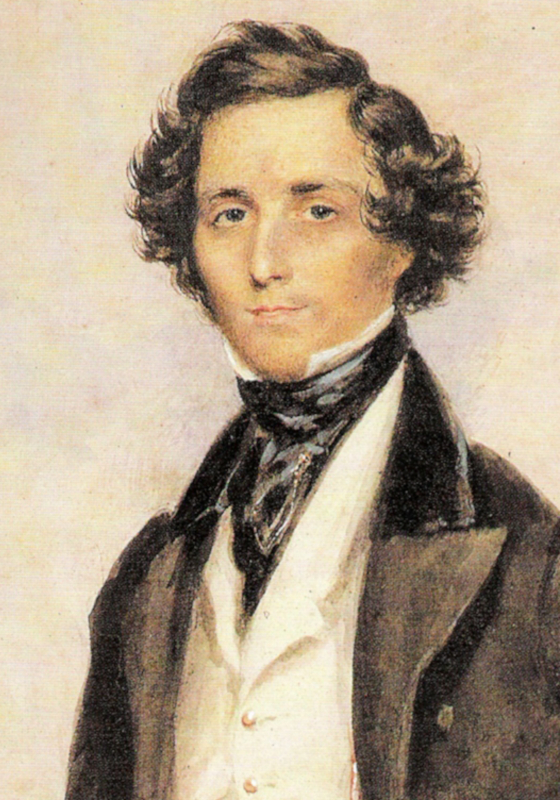
Felix Mendelssohn-Bartholdy

- 1843–1847: Felix Mendelssohn-Bartholdy (1809–1847)
- 1847–1881: Heinrich Conrad Schleinitz (1805–1881)
- 1881–1897: Otto Günther (1822–1897)
- 1897–1902: Carl Reinecke (1824–1910)
- 1902–1907: Arthur Nikisch (1855–1922)
- 1907–1924: Stephan Krehl (1864–1924)
- 1924–1932: Max von Pauer (1866–1945)
- 1932–1942: Walther Davisson (1885–1973)
- 1942–1945: Johann Nepomuk David (1895–1977)
- 1945–1948: Heinrich Schachtebeck (1886–1965)
- 1948–1973: Rudolf Fischer (1913–2003)
- 1973–1984: Gustav Schmahl (1929–2003)
- 1984–1987: Peter Herrmann (* 1941)
- 1987–1990: Werner Felix (1927–1998)
- 1990–1997: Siegfried Thiele (* 1934)
- 1997–2003: Christoph Krummacher (* 1949)
- 2003–2006: Konrad Körner (* 1941)
- 2006–0000: Robert Ehrlich (* 1965)

## Mezinárodní spolupráce
Vysoká škola hudební v Lipsku spolupracuje mj. s českými školami podobného zaměření:
- Janáčkova akademie múzických umění v Brně
- Akademie múzických umění v Praze